# Netværksprisen
Netværksprisen er en dansk hædersbevisning der hvert år uddeles til tre virksomheder der har udvist ekstraordinær social ansvarlighed.
Prisen, som også kaldes "Erhvervslivets Ridderkors", uddeles af Virksomhedsforum for Socialt Ansvar, som består af 15 erhvervsledere, der tilsammen har over 100.000 ansatte under sig. Det drejer sig om bl.a. de administrerende direktører fra ISS, Danfoss, Grundfos og Falck.
Selve prisen er en bronzeskulptur udformet af billedkunstneren Paul Erland. Kategorierne har over årene ændret sig, men i øjeblikket uddeles prisen til 3 virksomheder i følgende tre kategorier: en virksomhed med færre end 100 ansatte, en virksomhed med over 100 ansatte og en særpris.

## Vindere af Netværksprisen
- 1998: Coloplast (privat) og Idavang (offentlig)
- 1999: NB TV Productions (privat) og Århus Sporveje (offentlig)
- 2001: McDonald’s Århus (privat) og Horsens Kommune (offentlig)
- 2002: Malerfirmaet Kurt Holm Nielsen (privat) og Ishøj Kommune (offentlig)
- 2003: Danish Crown Grindsted (privat) og Sygehus Vendsyssel (offentlig)
- 2004: Louis Poulsen El-Teknik A/S (privat) og Den Sociale Sikringsstyrelse (offentlig)
- 2005: Knud Ensig (under 50 ansatte), Bombardier Transportation (over 50 ansatte) og Specialisterne (særpris)
- 2006: Finn A. Christensen A/S (under 50 ansatte), Hetland VVS & EL A/S (over 50 ansatte) og Byggeselskab Olav de Linde (særpris)
- 2007: Malerfirmaet Helge og Michael Jørgensen A/S (under 100 ansatte), MidtVask (over 100 ansatte) og Karlebo Bokseklub (særpris)
- 2008: Creativ Company A/S, (under 100 ansatte), Kvickly Xtra (over 100 ansatte) og Skovsgård Hotel (særpris)
- 2009: Jysk Linnedservice, (under 100 ansatte), Lalandia (over 100 ansatte) og Allehånde Køkken (særpris)